# Archivo Histórico de Viana
El Archivo Histórico de Viana es uno de los archivos históricos nobiliarios más relevantes de España y el segundo de Andalucía, situado en el palacio de Viana de Córdoba. Guarda en la actualidad más de 300 000 documentos sobre la nobleza española entre 1109 y 1980. Fue declarado Tesoro Documental y Bibliográfico de la Nación. Este archivo es propiedad de la Obra Social y Cultural de CajaSur, adquirido al IV marqués de Viana en el año 2000.

## Historia y descripción
Incluye una serie de más de 300 fotografías, oficiales y privadas, del rey Alfonso XIII, ya que José Saavedra y Salamanca, marqués de Viana, fue jefe de palacio del Rey entre 1870 y 1927 así como amigo íntimo del monarca. Entre sus fondos también se encuentran la mayor parte de los negativos del archivo del fotógrafo Rafael Señán González.
El Archivo Histórico de Viana está distribuido en seis salas, en las que los documentos están ordenados por sus antiguos propietarios en 714 legajos y 171 cajas de zinc, donde se guardan, además de la información relacionada con los títulos nobiliarios, 877 testamentos y mayorazgos desde el siglo XIII, 868 pergaminos que hacen referencia a la monarquía española desde la Edad Media y 39 sellos de plomo referidos a reyes de España y papas, entre otros.
El 15 de enero de 2010, tras más de una década de catalogación y digitalización, el Archivo fue oficialmente abierto a investigadores tras un minucioso trabajo. Unos meses más tarde se integró en el Sistema Andaluz de Archivos.